# Rimator albostriatus
Rimator albostriatus là một loài chim trong họ Pellorneidae.